# Юзеф Млинарчик
Юзеф Млинарчик (пол. Józef Młynarczyk, нар. 20 вересня 1953, Нова Суль) — польський футболіст, який виступав на позиції воротаря. Найбільш відомий за виступами в клубах «Відзев», з яким двічі підряд вигравав першість Польщі та став півфіналістом Кубка Чемпіонів, і «Порту», в складі якого став чемпіоном Португалії та володарем Кубка чемпіонів УЄФА, Суперкубка УЄФА і Міжконтинентального кубка. У складі національної збірної Польщі став срібним призером чемпіонату світу 1982 року за 3-тє місце.

## Клубна кар'єра
Юзеф Млинарчик розпочав займатися футболом у своєму рідному місті Нова Суль, і розпочав виступи у місцевих аматорських командах «Астра» і «Дозамет». У 1974 році став гравцем клубу «Сталь» з Бельско-Бяла, в якому розпочалась його тривала співпраця з Антонієм Пєхнічеком. У 1977, після переходу Пєхнічека до клубу найвищого польського дивізіону «Одра» з Ополе він запросив голкіпера до своєї нової команди, в якій він відразу став основним воротарем.
Своєю надійною грою за «Одру» та запрошенням до складу національної збірної в 1979 році Млинарчик привернув увагу представників тренерського штабу одного із найсильніших на той час польських клубів «Відзев», до складу якого приєднався 1980 року. Відіграв за команду з Лодзя наступні чотири сезони своєї ігрової кар'єри. За цей час він разом із командою двічі поспіль у 1981 і 1982 роках виборював титул чемпіона Польщі, а в 1983 році разом із командою дійшов до півфіналу Кубка чемпіонів УЄФА, в чвертьфіналі якого польська команда обіграла зірковий «Ліверпуль», лише мінімально поступившись у півфіналі «Ювентусу». У цьому ж році Млинарчик визнаний найкращим футболістом Польщі.
У 1984 році Юзеф Млинарчик отримав дозвіл на перехід до французького клубу «Бастія», в якому виступав до 1986 року.
У 1986 році Юзеф Млинарчик став футболістом португальського клубу «Порту». Польський воротар виступав у складі одного з лідерів португальського футболу протягом трьох років. За цей час він став чемпіоном Португалії в сезоні 1987—1988 років, а в 1987 році став володарем Кубка чемпіонів УЄФА, володарем Міжконтинентального кубка і володарем Суперкубка УЄФА. У сезоні 1988—1989 років Млинарчик поступився місцем у воротах молодому Вітору Баїя, та завершив виступи на футбольних полях.

## Виступи за збірну
1979 року Юзеф Млинарчик дебютував у складі національної збірної Польщі в матчі проти збірної Тунісу. Спочатку він був дублером Зигмунта Куклі і Пьотра Мовліка, проте після того, як головним тренером збірної став Антоній Пєхнічек, Млинарчик став основним воротарем збірної. У складі збірної він брав участь у чемпіонату світу 1982 року в Іспанії, на якому команда здобула срібні нагороди за третє місце, та в чемпіонату світу 1986 року у Мексиці, де польська збірна вийшла до 1/8 фіналу. в якому поступилась збірній Бразилії. Цей матч став останнім для Млинарчика у складі збірної. Усього він зіграв 42 матчі у складі збірної Польщі, в тому числі 9 матчів як капітан збірної.

## Після завершення кар'єри футболіста
Після завершення кар'єри футболіста Юзеф Млинарчик працював тренером воротарів у клубах «Порту», «Відзев», «Лех», «Аміка» та «Вісла» (Плоцьк), а також у національних збірних Польщі та ОАЕ, а також у молодіжній збірній Польщі. У 2010 році Млинарчик приєднався до друзів Євро-2012 від Польщі. З 2014 року Юзеф Млинарчик є членом клубу видатних гравців польської збірної.

## Титули і досягнення
- 3 місце на чемпіонаті світу (1):

1982
- Чемпіон Польщі (2):

«Відзев»: 1980–1981, 1981–1982
- Чемпіон Португалії (1):

«Порту»: 1987–1988
- Володар Кубка європейських чемпіонів (1):

«Порту»: 1986–1987
- Володар Міжконтинентального кубка (1):

«Порту»: 1987
- Володар Суперкубка Європи (1):

«Порту»: 1987
- Найкращий футболіст Польщі: 1983